# Церф
Церф (нім. Zerf) — громада в Німеччині, розташована в землі Рейнланд-Пфальц. Входить до складу району Трір-Саарбург. Складова частина об'єднання громад Кель-ам-Зе.
Площа — 28,87 км2. Населення становить 1580 ос. (станом на 31 грудня 2020).